# Velká cena Velké Británie silničních motocyklů 2024
Velká cena Velké Británie (oficiálně Monster Energy British Grand Prix) byla desátý závodní víkend mistrovství světa silničních motocyklů 2024. Konala se na okruhu Silverstone Circuit 2. - 4. srpna.

## Okruh
| Silverstone Circuit | Silverstone Circuit |
| ------------------- | ------------------- |
|                     |                     |
| Délka               | 5.900 km            |
| Počet zatáček       | 18                  |

## Časový harmonogram
| Datum    | Třída  | Aktivita        | Start           |
| -------- | ------ | --------------- | --------------- |
| 2. srpna | Moto3  | Volný trénink   | 9.00 (35 min.)  |
| 2. srpna | Moto2  | Volný trénink   | 9:50 (40 min.)  |
| 2. srpna | MotoGP | Volný trénink 1 | 10:45 (45 min.) |
| 2. srpna | Moto3  | Trénink 1       | 13:15 (50 min.) |
| 2. srpna | Moto2  | Trénink 1       | 14:05 (40 min.) |
| 2. srpna | MotoGP | Trénink         | 15:00 (60 min.) |
| 3. srpna | Moto3  | Trénink 2       | 8:40 (30 min.)  |
| 3. srpna | Moto2  | Trénink 2       | 9:25 (30 min.)  |
| 3. srpna | MotoGP | Volný trénink 2 | 10:10 (55 min.) |
| 3. srpna | MotoGP | Kvalifikace 1   | 10:50 (15 min.) |
| 3. srpna | MotoGP | Kvalifikace 2   | 11:15 (15 min.) |
| 3. srpna | Moto3  | Kvalifikace 1   | 12:50 (15 min.) |
| 3. srpna | Moto3  | Kvalifikace 2   | 13:15 (15 min.) |
| 3. srpna | Moto2  | Kvalifikace 1   | 13:45 (15 min.) |
| 3. srpna | Moto2  | Kvalifikace 2   | 14:10 (15 min.) |
| 3. srpna | MotoGP | Sprint          | 15:00 (10 kol)  |
| 4. srpna | MotoGP | Warm Up         | 9:40 (10 min.)  |
| 4. srpna | Moto3  | Závod           | 11:00 (15 kol)  |
| 4. srpna | MotoGP | Závod           | 13:00 (20 kol)  |
| 4. srpna | Moto2  | Závod           | 14:30 (17 kol)  |
| Zdroj:   |        |                 |                 |

## Startovní listina

### Změny

#### MotoGP
Remy Gardner jede jako jezdec na divokou kartu.
Álex Rins se po zranění vrátil do sedla Yamahy.

#### Moto2
Po zranění se vrátil Filip Salač a Xavi Cardelús.
Jorge Navarro jel na divokou kartu.

#### Moto3
Jako náhradník za Joshuu Whatleyho, který byl vyhozen, nastoupil Vicente Pérez.
Danial Shahril jel jako náhradník za zraněného Lucu Lunettu.
Taiyo Furusato vynechal závodní víkend.
| #      | Jezdec                  | Tým                               | Motocykl                |
| MotoGP | MotoGP                  | MotoGP                            | MotoGP                  |
| ------ | ----------------------- | --------------------------------- | ----------------------- |
| 1      | Francesco Bagnaia       | Ducati Lenovo Team                | Ducati Desmosedici GP24 |
| 5      | Johann Zarco            | Castrol Honda LCR                 | Honda RC213V            |
| 10     | Luca Marini             | Repsol Honda Team                 | Honda RC213V            |
| 12     | Maverick Vińales        | Aprilia Racing                    | Aprilia RS-GP24         |
| 20     | Fabio Quartararo        | Monster Energy Yamaha MotoGP Team | Yamaha YZR-M1           |
| 21     | Franco Morbidelli       | Prima Pramac Racing               | Ducati Desmosedici GP24 |
| 23     | Enea Bastianini         | Ducati Lenovo Team                | Ducati Desmosedici GP24 |
| 25     | Raúl Fernández          | Trackhouse Racing                 | Aprilia RS-GP23         |
| 30     | Takaaki Nakagami        | Castrol Honda LCR                 | Honda RC213V            |
| 31     | Pedro Acosta            | Red Bull GasGas Tech3             | KTM RC16                |
| 33     | Brad Binder             | Red Bull KTM Factory Racing       | KTM RC16                |
| 36     | Joan Mir                | Repsol Honda Team                 | Honda RC213V            |
| 37     | Augusto Fernández       | Red Bull GasGas Tech3             | KTM RC16                |
| 41     | Aleix Espargaró         | Aprilia Racing                    | Aprilia RS-GP24         |
| 42     | Álex Rins               | Monster Energy Yamaha MotoGP Team | Yamaha YZR-M1           |
| 43     | Jack Miller             | Red Bull KTM Factory Racing       | KTM RC16                |
| 49     | Fabio Di Giannantonio   | Pertamina Enduro VR46 Racing Team | Ducati Desmosedici GP23 |
| 72     | Marco Bezzecchi         | Pertamina Enduro VR46 Racing Team | Ducati Desmosedici GP23 |
| 73     | Álex Márquez            | Gresini Racing MotoGP             | Ducati Desmosedici GP23 |
| 87     | Remy Gardner            | Monster Energy Yamaha MotoGP Team | Yamaha YZR-M1           |
| 88     | Miguel Oliveira         | Trackhouse Racing                 | Aprilia RS-GP24         |
| 89     | Jorge Martín            | Prima Pramac Racing               | Ducati Desmosedici GP24 |
| 93     | Marc Márquez            | Gresini Racing MotoGP             | Ducati Desmosedici GP23 |
| Moto2  |                         |                                   |                         |
| #      | Jezdec                  | Tým                               | Motocykl                |
| 3      | Sergio García           | MT Helmets - MSi                  | Boscoscuro B-24         |
| 5      | Jaume Masià             | Pertamina Mnadalika Gas Up Team   | Kalex Moto2             |
| 7      | Barry Baltus            | RW-Idrofoglia Racing GP           | Kalex Moto2             |
| 9      | Jorge Navarro           | Klint Forward Factory Team        | Forward F2              |
| 10     | Diogo Moreira           | Italtrans Racing Team             | Kalex Moto2             |
| 11     | Álex Escrig             | Klint Forward Factory Team        | Forward F2              |
| 12     | Filip Salač             | Elf Marc VDS Racing Team          | Kalex Moto2             |
| 13     | Celestino Vietti        | Red Bull KTM Ajo                  | Kalex Moto2             |
| 14     | Tony Arbolino           | Elf Marc VDS Racing Team          | Kalex Moto2             |
| 15     | Darryn Binder           | Liqui Moly Husqvarna Intact GP    | Kalex Moto2             |
| 16     | Joe Roberts             | OnlyFans American Racing Team     | Kalex Moto2             |
| 18     | Manuel González         | QJmotor Gresini Moto2             | Kalex Moto2             |
| 20     | Xavi Cardelús           | Fantic Racing                     | Kalex Moto2             |
| 21     | Alonso López            | Speed Up Racing                   | Boscoscuro B-24         |
| 22     | Ayumu Sasaki            | Yamaha VR46 Master Camp Team      | Kalex Moto2             |
| 24     | Marcos Ramírez          | OnlyFans American Racing Team     | Kalex Moto2             |
| 28     | Izan Guevara            | CFMoto Aspar Team                 | Kalex Moto2             |
| 31     | Roberto García          | Fantic Racing                     | Kalex Moto2             |
| 32     | Marcel Schrötter        | Red Bull KTM Ajo                  | Kalex Moto2             |
| 34     | Mario Aji               | Idemitsu Honda Team Asia          | Kalex Moto2             |
| 35     | Somkiat Chantra         | Idemitsu Honda Team Asia          | Kalex Moto2             |
| 43     | Xavier Artigas          | Klint Forward Factory Team        | Forward F2              |
| 44     | Arón Canet              | Fantic Racing                     | Kalex Moto2             |
| 52     | Jeremy Alcoba           | Yamaha VR46 Master Camp Team      | Kalex Moto2             |
| 54     | Fermín Aldeguer         | Speed Up Racing                   | Boscoscuro B-24         |
| 64     | Bo Bendsneyder          | Pertamina Mnadalika Gas Up Team   | Kalex Moto2             |
| 71     | Dennis Foggia           | Italtrans Racing Team             | Kalex Moto2             |
| 75     | Albert Arenas           | QJmotor Gresini Moto2             | Kalex Moto2             |
| 79     | Ai Ogura                | MT Helmets - MSi                  | Boscoscuro B-24         |
| 81     | Senna Agius             | Liqui Moly Husqvarna Intact GP    | Kalex Moto2             |
| 84     | Zonta van den Goorbergh | RW-Idrofoglia Racing GP           | Kalex Moto2             |
| 96     | Jake Dixon              | CFMoto Aspar Team                 | Kalex Moto2             |
| Moto3  |                         |                                   |                         |
| #      | Jezdec                  | Tým                               | Motocykl                |
| 5      | Tatchakorn Buasri       | Honda Team Asia                   | Honda NSF250RW          |
| 6      | Ryusei Yamanaka         | MT Helmets -MSi                   | KTM RC250GP             |
| 7      | Filippo Farioli         | Sic58 Squadra Corse               | Honda NSF250RW          |
| 10     | Nicola Carraro          | LevelUp - MTA                     | KTM RC250GP             |
| 12     | Jacob Roulstone         | Red Bull GasGas Tech3             | Gas Gas RC250GP         |
| 18     | Matteo Bertelle         | Rivacold Snipers Team             | Honda NSF250RW          |
| 19     | Scott Ogden             | MLav Racing                       | Honda NSF250RW          |
| 21     | Vicente Pérez           | Red Bull KTM Ajo                  | KTM RC250GP             |
| 22     | David Almansa           | Rivacold Snipers Team             | Honda NSF250RW          |
| 24     | Tatsuki Suzuki          | Liqui Moly Husqvarna Intact GP    | Husqvarna FR250GP       |
| 31     | Adrián Fernández        | Leopard Racing                    | Honda NSF250RW          |
| 36     | Ángel Piqueras          | Leopard Racing                    | Honda NSF250RW          |
| 48     | Iván Ortolá             | MT Helmets - MSi                  | KTM RC250GP             |
| 54     | Riccardo Rossi          | CIP Green Power                   | KTM RC250GP             |
| 55     | Noah Dettwiler          | CIP Green Power                   | KTM RC250GP             |
| 57     | Danial Shahril          | Sic58 Squadra Corse               | Honda NSF250RW          |
| 64     | David Muńoz             | Boé Motorsports                   | KTM RC250GP             |
| 66     | Joel Kelso              | Boé Motorsports                   | KTM RC250GP             |
| 78     | Joel Esteban            | CFMoto Aspar Team                 | CFMoto Moto3            |
| 80     | David Alonso            | CFMoto Aspar Team                 | CFMoto Moto3            |
| 82     | Stefano Nepa            | LevelUp - MTA                     | KTM RC250GP             |
| 85     | Xabi Zurutuza           | Red Bull KTM Ajo                  | KTM RC250GP             |
| 95     | Collin Veijer           | Liqui Moly Husqvarna Intact GP    | Husqvarna FR250GP       |
| 96     | Daniel Holgado          | Red Bull Gas Gas Tech3            | Gas Gas RC250GP         |
| 99     | José Antonio Rueda      | Red Bull KTM Ajo                  | KTM RC250GP             |

## MotoGP

### Kvalifikace
| *                                                      | *                                                 | *                                                 |
| _______1_______ Aleix Espargaró Aprilia 1:57.309       |                                                   |                                                   |
|                                                        | _______2_______ Francesco Bagnaia Ducati 1:57.517 |                                                   |
|                                                        |                                                   | _______3_______ Enea Bastianini Ducati 1:57.693   |
| _______4_______ Jorge Martín Ducati 1:57.734           |                                                   |                                                   |
|                                                        | _______5_______ Álex Márquez Ducati 1:57.817      |                                                   |
|                                                        |                                                   | _______6_______ Brad Binder KTM 1:57.950          |
| _______7_______ Marc Márquez Ducati 1:58.098           |                                                   |                                                   |
|                                                        | _______8_______ Maverick Viñales Aprilia 1:58.137 |                                                   |
|                                                        |                                                   | _______9_______ Pedro Acosta KTM 1:58.312         |
| _______10_______ Fabio Di Giannantonio Ducati 1:58.371 |                                                   |                                                   |
|                                                        | _______11_______ Jack Miller KTM 1:58.736         |                                                   |
|                                                        |                                                   | _______12_______ Marco Bezzecchi Ducati 1:59.671  |
| _______13_______ Franco Morbidelli Ducati 1:58.599     |                                                   |                                                   |
|                                                        | _______14_______ Raúl Fernández Aprilia 1:58.608  |                                                   |
|                                                        |                                                   | _______15_______ Miguel Oliveira Aprilia 1:58.655 |
| _______16_______ Johann Zarco Honda 1:58.730           |                                                   |                                                   |
|                                                        | _______17_______ Augusto Fernández KTM 1:59.012   |                                                   |
|                                                        |                                                   | _______18_______ Fabio Quartararo Yamaha 1:59.092 |
| _______19_______ Luca Marini Honda 1:59.097            |                                                   |                                                   |
|                                                        | _______20_______ Joan Mir Honda 1:59.468          |                                                   |
|                                                        |                                                   | _______21_______ Takaaki Nakagami Honda 1:59.822  |
| _______22_______ Remy Gardner Yamaha 1:59.887          |                                                   |                                                   |
| ------------------------------------------------------ | ------------------------------------------------- | ------------------------------------------------- |

Zdroj

### Sprint
| Pozice | Jezdec                | Motocykl | Kola | Čas                       | Body |
| ------ | --------------------- | -------- | ---- | ------------------------- | ---- |
| 1      | Enea Bastianini       | Ducati   | 10   | 19:49.929                 | 12   |
| 2      | Jorge Martín          | Ducati   | 10   | +1.094                    | 9    |
| 3      | Aleix Espargaró       | Aprilia  | 10   | +2.023                    | 7    |
| 4      | Brad Binder           | KTM      | 10   | +8.644                    | 6    |
| 5      | Pedro Acosta          | KTM      | 10   | +8.777                    | 5    |
| 6      | Álex Márquez          | Ducati   | 10   | +9.043                    | 4    |
| 7      | Jack Miller           | KTM      | 10   | +11.504                   | 3    |
| 8      | Maverick Vińales      | Aprilia  | 10   | +11.689                   | 2    |
| 9      | Fabio Di Giannantonio | Ducati   | 10   | +11.828                   | 1    |
| 10     | Miguel Oliveira       | Aprilia  | 10   | +13.328                   |      |
| 11     | Fabio Quartararo      | Yamaha   | 10   | +15.373                   |      |
| 12     | Raúl Fernández        | Aprilia  | 10   | +18.234                   |      |
| 13     | Augusto Fernández     | KTM      | 10   | +18.326                   |      |
| 14     | Johann Zarco          | Honda    | 10   | +18.492                   |      |
| 15     | Luca Marini           | Honda    | 10   | +19.050                   |      |
| 16     | Joan Mir              | Honda    | 10   | +19.674                   |      |
| 17     | Takaaki Nakagami      | Honda    | 10   | +29.302                   |      |
| 18     | Remy Gardner          | Yamaha   | 10   | +31.070                   |      |
| DNF    | Marc Márquez          | Ducati   | 9    | Technický problém po pádu |      |
| DNF    | Francesco Bagnaia     | Ducati   | 4    | Pád                       |      |
| DNF    | Marco Bezzecchi       | Ducati   | 0    | Pád                       |      |
| DNF    | Franco Morbidelli     | Ducati   | 0    | Pád                       |      |
|        |                       |          |      |                           |      |

### Závod
| Pozice | Jezdec                | Motocykl | Kola | Čas               | Body |
| ------ | --------------------- | -------- | ---- | ----------------- | ---- |
| 1      | Enea Bastianini       | Ducati   | 20   | 39:51.879         | 25   |
| 2      | Jorge Martín          | Ducati   | 20   | +1.931            | 20   |
| 3      | Francesco Bagnaia     | Ducati   | 20   | +5.866            | 16   |
| 4      | Marc Márquez          | Ducati   | 20   | +6.906            | 13   |
| 5      | Fabio Di Giannantonio | Ducati   | 20   | +7.736            | 11   |
| 6      | Aleix Espargaró       | Aprilia  | 20   | +9.514            | 10   |
| 7      | Álex Márquez          | Ducati   | 20   | +9.741            | 9    |
| 8      | Marco Bezzecchi       | Ducati   | 20   | +14.016           | 8    |
| 9      | Pedro Acosta          | KTM      | 20   | +16.386           | 7    |
| 10     | Franco Morbidelli     | Ducati   | 20   | +23.609           | 6    |
| 11     | Fabio Quartararo      | Yamaha   | 20   | +24.202           | 5    |
| 12     | Jack Miller           | KTM      | 20   | +25.767           | 4    |
| 13     | Maverick Vińales      | Aprilia  | 20   | +26.751           | 3    |
| 14     | Johann Zarco          | Honda    | 20   | +26.953           | 2    |
| 15     | Takaaki Nakagami      | Honda    | 20   | +37.278           | 1    |
| 16     | Augusto Fernández     | KTM      | 20   | +37.605           |      |
| 17     | Luca Marini           | Honda    | 20   | +47.507           |      |
| 18     | Remy Gardner          | Yamaha   | 20   | +59.137           |      |
| DNF    | Joan Mir              | Honda    | 11   | Pád               |      |
| DNF    | Brad Binder           | KTM      | 0    | Pád               |      |
| DNF    | Raúl Fernández        | Aprilia  | 0    | Technický problém |      |
| DNF    | Miguel Oliveira       | Aprilia  | 0    | Technický problém |      |
| Zdroj  |                       |          |      |                   |      |

### Stav mistrovství po závodě
| 1 | Jorge Martín      | 241 | 1 | Ducati  | 352 | 1 | Ducati Lenovo Team                | 430 |
| 2 | Francesco Bagnaia | 238 | 2 | Aprilia | 192 | 2 | Prima Pramac Racing               | 302 |
| 3 | Enea Bastianini   | 192 | 3 | KTM     | 178 | 3 | Gresini Racing MotoGP             | 271 |
| 4 | Marc Márquez      | 179 | 4 | Yamaha  | 53  | 4 | Aprilia Racing                    | 229 |
| 5 | Maverick Viñales  | 130 | 5 | Honda   | 26  | 5 | Pertamina Enduro VR46 Racing Team | 165 |

## Moto2

### Kvalifikace
| *                                                  | *                                                    | *                                                       |
| _______1_______ Ai Ogura Boscoscuro 2:02.940       |                                                      |                                                         |
|                                                    | _______2_______ Arón Canet Kalex 2:02.992            |                                                         |
|                                                    |                                                      | _______3_______ Diogo Moreira Kalex 2:03.123            |
| _______4_______ Celestino Vietti Kalex 2:03.149    |                                                      |                                                         |
|                                                    | _______5_______ Jake Dixon Kalex 2:03.169            |                                                         |
|                                                    |                                                      | _______6_______ Albert Arenas Kalex 2:03.205            |
| _______7_______ Manuel González Kalex 2:03.206     |                                                      |                                                         |
|                                                    | _______8_______ Bo Bendsneyder Kalex 2:03.276        |                                                         |
|                                                    |                                                      | _______9_______ Joe Roberts Kalex 2:03.289              |
| _______10_______ Alonso López Boscoscuro 2:03.378  |                                                      |                                                         |
|                                                    | _______11_______ Fermín Aldeguer Boscoscuro 2:03.463 |                                                         |
|                                                    |                                                      | _______12_______ Tony Arbolino Kalex 2:03.521           |
| _______13_______ Somkiat Chantra Kalex 2:03.531    |                                                      |                                                         |
|                                                    | _______14_______ Marcos Ramírez Kalex 2:03.593       |                                                         |
|                                                    |                                                      | _______15_______ Zonta van den Goorbergh Kalex 2:03.639 |
| _______16_______ Sergio García Boscoscuro 2:03.659 |                                                      |                                                         |
|                                                    | _______17_______ Jeremy Alcoba Kalex 2:03.747        |                                                         |
|                                                    |                                                      | _______18_______ Darryn Binder Kalex 2:03.925           |
| _______19_______ Barry Baltus Kalex 2:04.316       |                                                      |                                                         |
|                                                    | _______20_______ Senna Agius Kalex 2:04.327          |                                                         |
|                                                    |                                                      | _______21_______ Mario Aji Kalex 2:04.342               |
| _______22_______ Filip Salač Kalex 2:04.449        |                                                      |                                                         |
|                                                    | _______23_______ Jaume Masià Kalex 2:04.503          |                                                         |
|                                                    |                                                      | _______24_______ Izan Guevara Kalex 2:04.713            |
| _______25_______ Dennis Foggia Kalex 2:04.727      |                                                      |                                                         |
|                                                    | _______26_______ Marcel Schrötter Kalex 2:04.869     |                                                         |
|                                                    |                                                      | _______27_______ Álex Escrig Forward 2:04.884           |
| _______28_______ Ayumu Sasaki Kalex 2:05.067       |                                                      |                                                         |
|                                                    | _______29_______ Jorge Navarro Forward 2:05.181      |                                                         |
|                                                    |                                                      | _______30_______ Xavi Cardelús Kalex 2:05.444           |
| _______31_______ Xavier Artigas Forward 2:08.371   |                                                      |                                                         |
| -------------------------------------------------- | ---------------------------------------------------- | ------------------------------------------------------- |

Zdroj:

### Závod
| Pozice | Jezdec                  | Motocykl   | Kola | Čas                       | Body |
| ------ | ----------------------- | ---------- | ---- | ------------------------- | ---- |
| 1      | Jake Dixon              | Kalex      | 17   | 35:25.147                 | 25   |
| 2      | Arón Canet              | Kalex      | 17   | +0.177                    | 20   |
| 3      | Celestino Vietti        | Kalex      | 17   | +7.054                    | 16   |
| 4      | Sergio García           | Boscoscuro | 17   | +8.476                    | 13   |
| 5      | Manuel González         | Kalex      | 17   | +8.718                    | 11   |
| 6      | Darryn Binder           | Kalex      | 17   | +8.901                    | 10   |
| 7      | Jeremy Alcoba           | Kalex      | 17   | +10.505                   | 9    |
| 8      | Albert Arenas           | Kalex      | 17   | +11.689                   | 8    |
| 9      | Alonso López            | Boscoscuro | 17   | +12.390                   | 7    |
| 10     | Senna Agius             | Kalex      | 17   | +13.935                   | 6    |
| 11     | Zonta van den Goorbergh | Kalex      | 17   | +14.115                   | 5    |
| 12     | Fermín Aldeguer         | Boscoscuro | 17   | +14.308                   | 4    |
| 13     | Bo Bendsneyder          | Kalex      | 17   | +14.942                   | 3    |
| 14     | Ai Ogura                | Boscoscuro | 17   | +17.541                   | 2    |
| 15     | Marcos Ramírez          | Kalex      | 17   | +17.767                   | 1    |
| 16     | Barry Baltus            | Kalex      | 17   | +22.228                   |      |
| 17     | Marcel Schrötter        | Kalex      | 17   | +22.302                   |      |
| 18     | Jorge Navarro           | Forward    | 17   | +25.002                   |      |
| 19     | Dennis Foggia           | Kalex      | 17   | +29.245                   |      |
| 20     | Izan Guevara            | Kalex      | 17   | +29.375                   |      |
| 21     | Ayumu Sasaki            | Kalex      | 17   | +32.702                   |      |
| 22     | Álex Escrig             | Forward    | 17   | +50.176                   |      |
| 23     | Xavier Artigas          | Forward    | 17   | +1:11.504                 |      |
| DNF    | Mario Aji               | Kalex      | 9    | Pád                       |      |
| DNF    | Joe Roberts             | Kalex      | 6    | Pád                       |      |
| DNF    | Tony Arbolino           | Kalex      | 6    | Technický problém po pádu |      |
| DNF    | Filip Salač             | Kalex      | 6    | Technický problém po pádu |      |
| DNF    | Diogo Moreira           | Kalex      | 5    | Pád                       |      |
| DNF    | Somkiat Chantra         | Kalex      | 4    | Pád                       |      |
| DNF    | Xavi Cardelús           | Kalex      | 4    | Pád                       |      |
| DNF    | Jaume Masià             | Kalex      | 1    | Pád                       |      |
| Zdroj  |                         |            |      |                           |      |

### Stav mistrovství po závodě
| 1 | Sergio García   | 160 | 1 | Boscoscuro                  | 217 | 1 | MT Helmets – MSi              | 302 |
| 2 | Ai Ogura        | 142 | 2 | Kalex                       | 197 | 2 | MB Conveyors Speed Up         | 212 |
| 3 | Joe Roberts     | 123 | 3 | Forward                     | 6   | 3 | OnlyFans American Racing Team | 168 |
| 4 | Fermín Aldeguer | 112 |   |                             |     | 4 | QJmotor Gresini Moto2         | 144 |
| 5 | Alonso López    | 100 | 5 | CFMoto Polarcube Aspar Team | 99  |   |                               |     |

## Moto3

### Kvalifikace
| *                                                 | *                                                | *                                                 |
| _______1_______ Iván Ortolá KTM 2:09.270          |                                                  |                                                   |
|                                                   | _______2_______ Collin Veijer Husqvarna 2:09.311 |                                                   |
|                                                   |                                                  | _______3_______ Joel Kelso KTM 2:09.753           |
| _______4_______ David Alonso CFMoto 2:09.898      |                                                  |                                                   |
|                                                   | _______5_______ Ryusei Yamanaka KTM 2:09.931     |                                                   |
|                                                   |                                                  | _______6_______ Jacob Roulstone Gas Gas 2:10.040  |
| _______7_______ Stefano Nepa KTM 2:10.119         |                                                  |                                                   |
|                                                   | _______8_______ Daniel Holgado Gas Gas 2:10.128  |                                                   |
|                                                   |                                                  | _______9_______ Tatsuki Suzuki Husqvarna 2:10:454 |
| _______10_______ José Antonio Rueda KTM 2:10.786  |                                                  |                                                   |
|                                                   | _______11_______ Ángel Piqueras Honda 2:10.804   |                                                   |
|                                                   |                                                  | _______12_______ Adrián Fernández Honda 2:10.906  |
| _______13_______ Matteo Bertelle Honda 2:10.929   |                                                  |                                                   |
|                                                   | _______14_______ Xabi Zurutuza KTM 2:11.097      |                                                   |
|                                                   |                                                  | _______15_______ Nicola Carraro KTM 2:11.104      |
| _______16_______ Filippo Farioli Honda 2:11.171   |                                                  |                                                   |
|                                                   | _______17_______ Scott Ogden Honda 2:10.040      |                                                   |
|                                                   |                                                  | _______18_______ Riccardo Rossi KTM 2:10.462      |
| _______19_______ Tatchakorn Buasri Honda 2:11.514 |                                                  |                                                   |
|                                                   | _______20_______ Vicente Pérez Honda 2:11.594    |                                                   |
|                                                   |                                                  | _______21_______ David Muñoz KTM 2:11.953         |
| _______22_______ Joel Esteban CFMoto 2:11.978     |                                                  |                                                   |
|                                                   | _______23_______ David Almansa Honda 2:12.035    |                                                   |
|                                                   |                                                  | _______24_______ Noah Dettwiler KTM 2:12.464      |
| _______25_______ Danial Shahril Honda 2:13.260    |                                                  |                                                   |
| ------------------------------------------------- | ------------------------------------------------ | ------------------------------------------------- |

Zdroj:

### Závod
| Pozice | Jezdec             | Motocykl  | Kola | Čas                       | Body |
| ------ | ------------------ | --------- | ---- | ------------------------- | ---- |
| 1      | Iván Ortolá        | KTM       | 15   | 32:42.328                 | 25   |
| 2      | David Alonso       | CFMoto    | 15   | +0.123                    | 20   |
| 3      | Collin Veijer      | Husqvarna | 15   | +0.226                    | 16   |
| 4      | Daniel Holgado     | Gas Gas   | 15   | +0.333                    | 13   |
| 5      | Stefano Nepa       | KTM       | 15   | +0.396                    | 11   |
| 6      | Ryusei Yamanaka    | KTM       | 15   | +0.463                    | 10   |
| 7      | Joel Kelso         | KTM       | 15   | +0.548                    | 9    |
| 8      | Adrián Fernández   | Honda     | 15   | +1.321                    | 8    |
| 9      | José Antonio Rueda | KTM       | 15   | +1.431                    | 7    |
| 10     | Tatsuki Suzuki     | Husqvarna | 15   | +1.537                    | 6    |
| 11     | Matteo Bertelle    | Honda     | 15   | +1.614                    | 5    |
| 12     | David Muńoz        | KTM       | 15   | +12.542                   | 4    |
| 13     | Joel Esteban       | CFMoto    | 15   | +12.642                   | 3    |
| 14     | Riccardo Rossi     | KTM       | 15   | +12.747                   | 2    |
| 15     | Nicola Carraro     | KTM       | 15   | +13.012                   | 1    |
| 16     | Filippo Farioli    | Honda     | 15   | +13.708                   |      |
| 17     | Jacob Roulstone    | Gas Gas   | 15   | +23.059                   |      |
| 18     | David Almansa      | Honda     | 15   | +23.566                   |      |
| 19     | Tatchakorn Buasri  | Honda     | 15   | +32.585                   |      |
| 20     | Noah Dettwiler     | KTM       | 15   | +47.831                   |      |
| 21     | Danial Shahril     | Honda     | 15   | +52.349                   |      |
| DNF    | Vicente Pérez      | Honda     | 6    | Technický problém po pádu |      |
| DNF    | Xabi Zurutuza      | KTM       | 4    | Pád                       |      |
| DNF    | Ángel Piqueras     | Honda     | 1    | Pád                       |      |
| DNF    | Scott Ogden        | Honda     | 1    | Pád                       |      |
| Zdroj  |                    |           |      |                           |      |

### Stav mistrovství po závodě
| 1 | David Alonso   | 199 | 1 | CFMoto    | 199 | 1 | CFMoto Valresa Aspar Team      | 240 |
| 2 | Iván Ortolá    | 146 | 2 | KTM       | 179 | 2 | MT Helmets – MSi               | 228 |
| 3 | Daniel Holgado | 133 | 3 | Husqvarna | 148 | 3 | Red Bull GasGas Tech3          | 177 |
| 4 | Collin Veijer  | 131 | 4 | Gas Gas   | 138 | 4 | Liqui Moly Husqvarna Intact GP | 175 |
| 5 | David Muñoz    | 88  | 5 | Honda     | 118 | 5 | Boé Motorsports                | 152 |